# 陈文晦墓
陈文晦墓，位于中国广东省汕头市潮阳区金灶镇新陈村，现为潮阳区文物保护单位，类型为古墓葬，公布时间为2001年3月2日。
陈文晦墓的历史年代为宋代。